# Parque de los Jardinillos
El parque de los Jardinillos es un emblemático parque urbano de la ciudad española de Albacete. Es uno de los parques más antiguos de la capital, localizado en las inmediaciones del paseo de la Feria, del Recinto Ferial y de la plaza de toros de Albacete. La histórica Antigua Puerta de Hierros de Albacete es una de sus entradas.

## Historia
Según fuentes de la época, a comienzos del siglo XIX se empezaron a plantar árboles y plantas en donde hoy se erige el parque, aunque progresivamente se realizarían nuevas plantaciones y transformaciones en esta zona de la ciudad muy próxima al Recinto Ferial y a la plaza de toros.
En las inmediaciones de este lugar existía, según cuentan las crónicas, una pequeña alberca conocida como La Mina, de donde se abastecía a la población de agua, así como para otros menesteres, por lo que se construyó para la extracción del agua una noria cubierta en 1850.

## Características

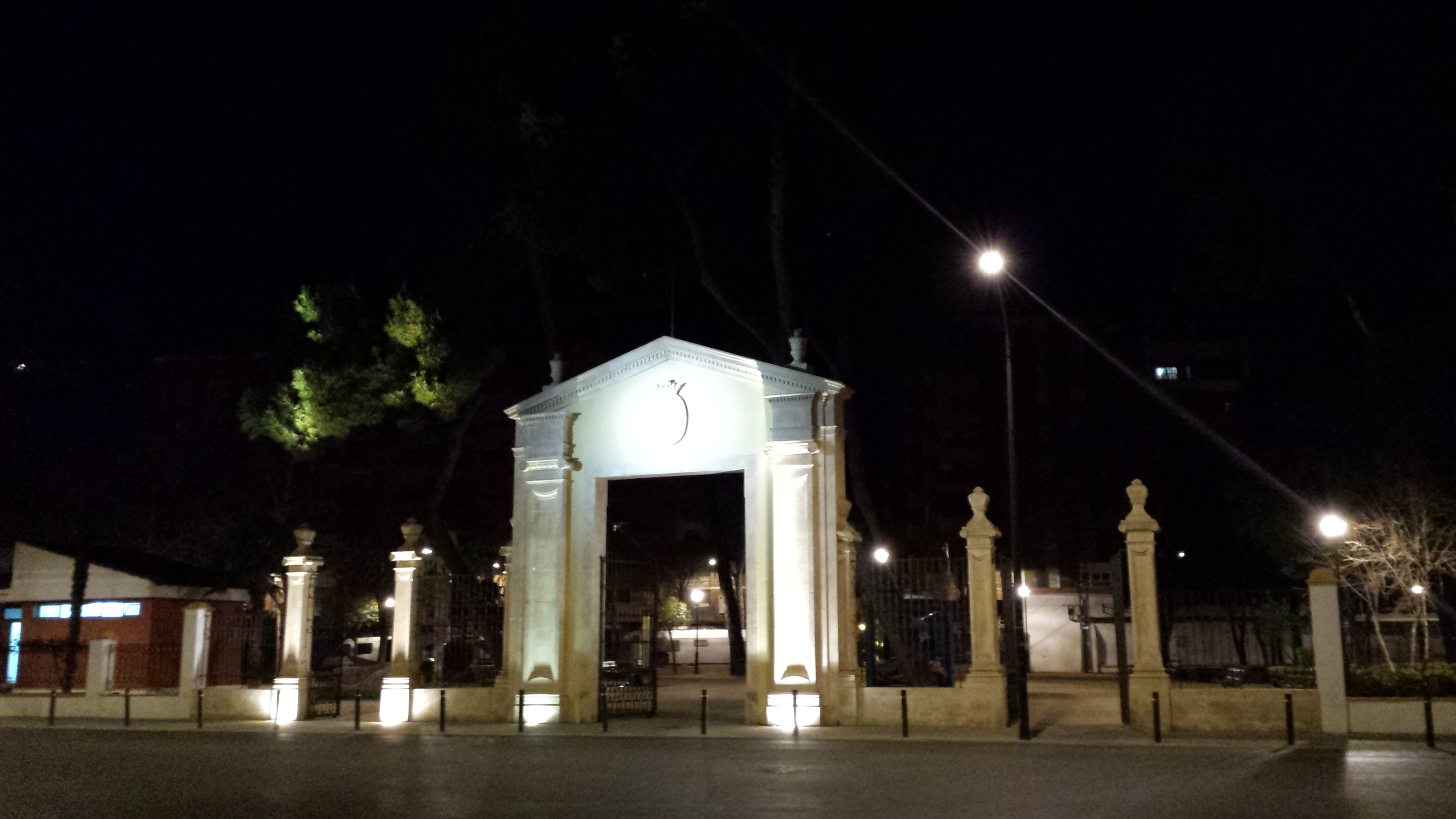
Antigua Puerta de Hierros de Albacete, una de las entradas al parque

El parque, ubicado en plena Feria, cuenta con una superficie de 12 870 m² y con una gran variedad de especies arbóreas entre las que destacan los olmos, rosales, chopos, plataneros, aligustres y pinos.

## Elementos ornamentales
Consta de un paseo central en el que se encuentra un estanque de forma irregular que tiene a su vez una fuente con diversos motivos ornamentales como nenúfares. Junto al estanque se encuentra un templete de estilo decimonónico ideado para la realización de conciertos al aire libre. En el paseo central se encuentra también la Caseta de los Jardinillos, espacio en el que se celebran numerosos conciertos y eventos culturales especialmente durante la Feria de Albacete.
En 2010 se instaló una réplica de la Puerta de Hierros original situada en el parque desde 1783, que fue destruida en los años 1970.